# Pasi Jeumpa
Pasi Jeumpa is een bestuurslaag in het regentschap Aceh Barat van de provincie Atjeh, Indonesië. Pasi Jeumpa telt 393 inwoners (volkstelling 2010).